# Shanghai Tianma Circuit
Shanghai Tianma Circuit är en 3,30 kilometer lång racerbana belägen i Sheshan Songjiang-distriktet i Shanghai, Kina. Banan öppnades 2004 och håller deltävlingar i bland annat China Superbike Championship och China Touring Car Championship. Sedan 2011 står den även som värd för FIA WTCC Race of China i World Touring Car Championship, efter att man tvingats flytta tävlingarna från Guangdong International Circuit.